# Leucodynerus cockerelli
Leucodynerus cockerelli är en stekelart som först beskrevs av Cameron 1908.  Leucodynerus cockerelli ingår i släktet Leucodynerus och familjen Eumenidae. Inga underarter finns listade i Catalogue of Life.